# Hemiteles maricesca
Hemiteles maricesca là một loài tò vò trong họ Ichneumonidae.